# Sa Rocca Ulari
Sa Rocca Ulari este o arie protejată (sit de importanță comunitară — SCI) din Italia întinsă pe o suprafață de 14,8 ha, integral pe uscat.

## Localizare
Centrul sitului Sa Rocca Ulari este situat la coordonatele 40°31′12″N 8°44′49″E / 40.52°N 8.747°E.

## Înființare
Situl Sa Rocca Ulari a fost declarat sit de importanță comunitară în octombrie 2013 pentru a proteja 5 specii de animale.

## Biodiversitate
Situată în ecoregiunea mediteraneană, aria protejată conține 1 habitat natural: Peșteri inaccesibile publicului.
La baza desemnării sitului se află mai multe specii protejate de  mamifere (5): liliac cu aripi lungi (Miniopterus schreibersii), liliac cu picioare lungi (Myotis capaccinii), Myotis punicus, liliacul mare cu potcoavă (Rhinolophus ferrumequinum), liliacul cu potcoavă a lui méhely (Rhinolophus mehelyi)
Pe lângă speciile protejate, pe teritoriul sitului au mai fost identificate 1 specie de păsări.